# Schützberg (Spessart)
Der Schützberg ist ein 365 Meter hoher Berg im Spessart im bayerischen Landkreis Aschaffenburg. Er gehört zum Höhenzug Hahnenkamm.

## Geographie
Der Schützberg liegt auf der Gemarkung von Hörstein. Er zieht einen langen Bergsporn nach Nordwesten, bis auf das Ortsgebiet von Wasserlos. Die Hänge dieses langen Berges fallen im Südwesten zum Tal des Schützbergbaches und im Nordosten zu dem des Rückersbaches ab. Südlich des Gipfels verläuft der Bachquellengraben. Im Südosten, „an den sieben Wegen“, geht der Schützberg flach zum Rabengrundkopf über.

## Geschichte
Zwischen 1936 und 1937 wurde der Bunkergürtel der Wetterau-Main-Tauber-Stellung errichtet, der auch am nordwestlichen Rand des Schützberges verlief. Oberhalb der Weinberge kann man im Wald noch Reste des gesprengten MG-Bunkers mit der Nummer 151 erkennen.